# Oscar Cavagnis
Oscar Cavagnis (Bergamo, 12 december 1974 – Gran Zebrù, 19 mei 2021) was een Italiaans wielrenner.
Hij overleed op 46-jarige leeftijd bij een lawine.

## Belangrijkste overwinningen
1996
Proloog Giro delle Regioni, Beloften (ploegentijdrit)
1997
Gran Premio Industrie del Marmo
5e etappe Ronde van de Abruzzen
1998
5e en 9e etappe deel A Vredeskoers
2000
1e etappe Internationale Wielerweek

## Resultaten in voornaamste wedstrijden
| Jaar | Ronde van Italië | Ronde van Frankrijk | Ronde van Spanje |
| ---- | ---------------- | ------------------- | ---------------- |
| 1999 |                  |                     |                  |
| 2001 |                  |                     |                  |
| 2002 | 120e             |                     |                  |

| Jaar | Gent-Wevelgem | Amstel Gold Race |
| ---- | ------------- | ---------------- |
| 1999 |               | 40e              |
| 2001 | 27e           |                  |
| 2002 |               |                  |

## Ploegen
- 1998 –  Cantina Tollo-Alexia
- 1999 –  Cantina Tollo-Alexia
- 2000 –  Alexia Alluminio
- 2001 –  Saeco Macchine per Caffé
- 2002 –  Landbouwkrediet-Colnago